# Cadre-71/2-Europameisterschaft 1991

Logo CEB (ausrichtender Verband)

Veranstaltungsort:
De Haan

Die Cadre-71/2-Europameisterschaft 1991 war das 40. Turnier in dieser Disziplin des Karambolagebillards und fand vom 20. bis zum 24. März 1991 in De Haan statt. Es war die neunte Cadre-71/2-Europameisterschaft in Belgien.

## Geschichte
Gleich bei der zweiten EM wurde die Partiedistanz pro Satz aus 75 erhöht. Ungeschlagener Sieger wurde der Belgier Frédéric Caudron, der mit 41,11 einen hervorragenden Generaldurchschnitt (GD) erzielte. Der Zweitplatzierte Franz Stenzel gewann in der zweiten Gewinnerrunde gegen den deutschen Vizemeister Martin Horn eine ungewöhnliche Partie. Beide Sätze endeten in einer Aufnahme Unentschieden. Den ersten gewann er nach der Verlängerung bis 10, die auch Unentschieden endete, mit einem Bandenentscheid. Hierbei wird von beiden Spielern gleichzeitig über die Tischlänge abgestoßen. Wessen Spielball näher an der Abstoßbande liegt hat gewonnen. Im zweiten Satz gewann Stenzel die Verlängerung mit 2:1. Den dritten Platz gewann wie im Vorjahr der Bochumer Fabian Blondeel. Unglücklich verlief das Turnier für den Deutschen Meister Wolfgang Zenkner. Er wurde im Hauptturnier nur 16. Auch Thomas Wildförster hatte viel Pech. In Führung liegend musste er mit Herzproblemen das Turnier beenden. Insgesamt nahmen zehn Sportler aus Deutschland am Turnier teil.
Leider sind von dieser EM nur wenig verlässliche Turnierunterlagen vorhanden. Deshalb bleiben viele Ergebnisfelder leer. Nur die gesicherten sind eingetragen.

## Turniermodus
Gespielt wurde eine Qualifikation mit 43 Akteuren, wovon sich acht Spieler für das Hauptturnier qualifizieren konnten. Auch in De Haan war die Qualifikation etwas unverständlich. Vermutlich wurden die Matches beendet, wenn der Sieger feststand. Diese acht Spieler trafen die auf die acht gesetzten Spieler. Hier gab es ein Doppel-KO System mit einer Sieger- und einer Trostrunde, wobei die Spieler für das Finale und das Spiel um Platz drei ermittelt wurden. Es wurde auf zwei Gewinnsätze à 75 Punkte gespielt. Endete ein Satz 75:75 in einer Aufnahme gab es einen Tie Break. Endete auch dieser Unentschieden wurde ein Bandenentscheid gespielt um den Sieger zu ermitteln. Es wurde ohne Nachstoß gespielt, außer bei einer Partie in einer Aufnahme. Bei einem 2:0 Satzgewinn gab es drei Satzpunkte.
1. MP = Matchpunkte
2. SP = Satzpunkte
3. GD = Generaldurchschnitt
4. HS = Höchstserie

## Qualifikation

### Vor-Qualifikation
| Abschlusstabelle Gruppe A | Abschlusstabelle Gruppe A | Abschlusstabelle Gruppe A | Abschlusstabelle Gruppe A | Abschlusstabelle Gruppe A | Abschlusstabelle Gruppe A | Abschlusstabelle Gruppe A | Abschlusstabelle Gruppe A | Abschlusstabelle Gruppe A | Abschlusstabelle Gruppe A |
| Platz                     | Name                      | MP                        | SP                        | Pkte                      | Aufn.                     | GD                        | BED                       | HS                        |                           |
| ------------------------- | ------------------------- | ------------------------- | ------------------------- | ------------------------- | ------------------------- | ------------------------- | ------------------------- | ------------------------- | ------------------------- |
| 1                         | Andreas Fuchs             | 2:2                       | 3:2                       | 292                       | 18                        | 16,22                     | 25,00                     | 51                        |                           |
| 2                         | Ad Koorevaar              | 2:2                       | 3:3                       | 322                       | 21                        | 15,33                     | 15,50                     | 75                        |                           |
| 3                         | Johan Claessen            | 2:2                       | 2:3                       | 228                       | 14                        | 16,28                     | 18,66                     | 75                        |                           |

| Abschlusstabelle Gruppe B | Abschlusstabelle Gruppe B | Abschlusstabelle Gruppe B | Abschlusstabelle Gruppe B | Abschlusstabelle Gruppe B | Abschlusstabelle Gruppe B | Abschlusstabelle Gruppe B | Abschlusstabelle Gruppe B | Abschlusstabelle Gruppe B | Abschlusstabelle Gruppe B |
| Platz                     | Name                      | MP                        | SP                        | Pkte                      | Aufn.                     | GD                        | BED                       | HS                        |                           |
| ------------------------- | ------------------------- | ------------------------- | ------------------------- | ------------------------- | ------------------------- | ------------------------- | ------------------------- | ------------------------- | ------------------------- |
| 1                         | José Albert               | 6:0                       | 6:0                       | 450                       | 24                        | 18,75                     | 50,00                     | 75                        |                           |
| 2                         | Francis Forton            | 4:2                       | 4:4                       | 370                       | 24                        | 15,41                     | 21,10                     | 72                        |                           |
| 3                         | Stefan Galla              | 0:4                       | 1:4                       | 284                       | 18                        | 15,77                     | –                         | 75                        |                           |
| 4                         | Martin van Beerschoten    | 0:4                       | 1:4                       | 189                       | 19                        | 9,94                      | –                         | 58                        |                           |

| Abschlusstabelle Gruppe C | Abschlusstabelle Gruppe C | Abschlusstabelle Gruppe C | Abschlusstabelle Gruppe C | Abschlusstabelle Gruppe C | Abschlusstabelle Gruppe C | Abschlusstabelle Gruppe C | Abschlusstabelle Gruppe C | Abschlusstabelle Gruppe C | Abschlusstabelle Gruppe C |
| Platz                     | Name                      | MP                        | SP                        | Pkte                      | Aufn.                     | GD                        | BED                       | HS                        |                           |
| ------------------------- | ------------------------- | ------------------------- | ------------------------- | ------------------------- | ------------------------- | ------------------------- | ------------------------- | ------------------------- | ------------------------- |
| 1                         | Volker Baten              | 2:2                       | 2:2                       | 242                       | 12                        | 20,16                     | 25,00                     | 65                        |                           |
| 2                         | Peter Bracke              | 2:2                       | 2:2                       | 157                       | 9                         | 17,44                     | 37,50                     | 75                        |                           |
| 3                         | Michael Hikl              | 2:2                       | 2:2                       | 171                       | 10                        | 17,10                     | 25,00                     | 75                        |                           |

| Abschlusstabelle Gruppe D | Abschlusstabelle Gruppe D | Abschlusstabelle Gruppe D | Abschlusstabelle Gruppe D | Abschlusstabelle Gruppe D | Abschlusstabelle Gruppe D | Abschlusstabelle Gruppe D | Abschlusstabelle Gruppe D | Abschlusstabelle Gruppe D | Abschlusstabelle Gruppe D |
| Platz                     | Name                      | MP                        | SP                        | Pkte                      | Aufn.                     | GD                        | BED                       | HS                        |                           |
| ------------------------- | ------------------------- | ------------------------- | ------------------------- | ------------------------- | ------------------------- | ------------------------- | ------------------------- | ------------------------- | ------------------------- |
| 1                         | Louis Edelin              | 6:0                       | 6:2                       | 545                       | 40                        | 12,62                     | 21,42                     | 58                        |                           |
| 2                         | Philippe Deraes           | 4:2                       | 4:3                       | 447                       | 28                        | 15,96                     | 37,50                     | 65                        |                           |
| 3                         | Hans Klok                 | 0:4                       | 2:4                       | 291                       | 32                        | 9,09                      | –                         | 43                        |                           |
| 4                         | Hans Wernikowski          | 0:4                       | 1:4                       | 161                       | 21                        | 7,66                      | –                         | 52                        |                           |

| Abschlusstabelle Gruppe E | Abschlusstabelle Gruppe E | Abschlusstabelle Gruppe E | Abschlusstabelle Gruppe E | Abschlusstabelle Gruppe E | Abschlusstabelle Gruppe E | Abschlusstabelle Gruppe E | Abschlusstabelle Gruppe E | Abschlusstabelle Gruppe E | Abschlusstabelle Gruppe E |
| Platz                     | Name                      | MP                        | SP                        | Pkte                      | Aufn.                     | GD                        | BED                       | HS                        |                           |
| ------------------------- | ------------------------- | ------------------------- | ------------------------- | ------------------------- | ------------------------- | ------------------------- | ------------------------- | ------------------------- | ------------------------- |
| 1                         | Freek Ottenhof            | 4:0                       | 4:0                       | 300                       | 17                        | 17,64                     | 18,75                     | 75                        |                           |
| 2                         | Robert Steinbach          | 2:2                       | 3:2                       | 293                       | 29                        | 10,10                     | 12,50                     | 65                        |                           |
| 3                         | Peter Willems             | 2:2                       | 2:3                       | 290                       | 25                        | 11,60                     | 13,05                     | 65                        |                           |
| 4                         | Patrick Dupont            | 0:4                       | 0:4                       | 145                       | 18                        | 8,05                      | –                         | 29                        |                           |

| Abschlusstabelle Gruppe F | Abschlusstabelle Gruppe F | Abschlusstabelle Gruppe F | Abschlusstabelle Gruppe F | Abschlusstabelle Gruppe F | Abschlusstabelle Gruppe F | Abschlusstabelle Gruppe F | Abschlusstabelle Gruppe F | Abschlusstabelle Gruppe F | Abschlusstabelle Gruppe F |
| Platz                     | Name                      | MP                        | SP                        | Pkte                      | Aufn.                     | GD                        | BED                       | HS                        |                           |
| ------------------------- | ------------------------- | ------------------------- | ------------------------- | ------------------------- | ------------------------- | ------------------------- | ------------------------- | ------------------------- | ------------------------- |
| 1                         | Peter de Backer           | 4:0                       | 4:0                       | 300                       | 12                        | 25,00                     | 30,00                     | 58                        |                           |
| 2                         | Marc Massé                | 2:2                       | 2:2                       | 198                       | 8                         | 24,75                     | 37,50                     | 72                        |                           |
| 3                         | Henri Tilleman            | 0:4                       | 0:4                       | 119                       | 9                         | 13,22                     | –                         | 53                        |                           |

| 1 | Patrick Niessen | 4:0 | 4:1 | 346 | 13 | 26,61 | 32,46 | 75 |
| 2 | Ad Klijn        | 2:2 | 3:2 | 242 | 19 | 12,73 | 11,53 | 59 |
| 3 | Wim Maarsman    | 0:4 | 0:4 | 214 | 18 | 11,88 | –     | 46 |

| Abschlusstabelle Gruppe H | Abschlusstabelle Gruppe H | Abschlusstabelle Gruppe H | Abschlusstabelle Gruppe H | Abschlusstabelle Gruppe H | Abschlusstabelle Gruppe H | Abschlusstabelle Gruppe H | Abschlusstabelle Gruppe H | Abschlusstabelle Gruppe H | Abschlusstabelle Gruppe H |
| Platz                     | Name                      | MP                        | SP                        | Pkte                      | Aufn.                     | GD                        | BED                       | HS                        |                           |
| ------------------------- | ------------------------- | ------------------------- | ------------------------- | ------------------------- | ------------------------- | ------------------------- | ------------------------- | ------------------------- | ------------------------- |
| 1                         | Martin Horn               | 4:0                       | 4:0                       | 300                       | 14                        | 21,42                     | 30,00                     | 74                        |                           |
| 2                         | Ignace van Duym           | 2:2                       | 2:2                       | 161                       | 7                         | 23,00                     | 50,00                     | 75                        |                           |
| 3                         | Epy Veer                  | 0:4                       | 0:4                       | 112                       | 11                        | 10,18                     | –                         | 34                        |                           |

### Haupt-Qualifikation
| Abschlusstabelle Gruppe A | Abschlusstabelle Gruppe A | Abschlusstabelle Gruppe A | Abschlusstabelle Gruppe A | Abschlusstabelle Gruppe A | Abschlusstabelle Gruppe A | Abschlusstabelle Gruppe A | Abschlusstabelle Gruppe A | Abschlusstabelle Gruppe A | Abschlusstabelle Gruppe A |
| Platz                     | Name                      | MP                        | SP                        | Pkte                      | Aufn.                     | GD                        | BED                       | HS                        |                           |
| ------------------------- | ------------------------- | ------------------------- | ------------------------- | ------------------------- | ------------------------- | ------------------------- | ------------------------- | ------------------------- | ------------------------- |
| 1                         | Martin Horn               | 4:0                       | 4:1                       | 362                       | 14                        | 25,85                     | 35,33                     | 72                        |                           |
| 2                         | Stephan Horvath           | 2:2                       | 3:3                       | 356                       | 16                        | 22,25                     | 23,22                     | 75                        |                           |
| 3                         | Carlos Tuset              | 2:2                       | 2:3                       | 219                       | 16                        | 13,68                     | 16,77                     | 39                        |                           |
| 4                         | Andreas Fuchs             | 0:4                       | 2:4                       | 195                       | 13                        | 15,00                     | –                         | 69                        |                           |

| Abschlusstabelle Gruppe B | Abschlusstabelle Gruppe B | Abschlusstabelle Gruppe B | Abschlusstabelle Gruppe B | Abschlusstabelle Gruppe B | Abschlusstabelle Gruppe B | Abschlusstabelle Gruppe B | Abschlusstabelle Gruppe B | Abschlusstabelle Gruppe B | Abschlusstabelle Gruppe B |
| Platz                     | Name                      | MP                        | SP                        | Pkte                      | Aufn.                     | GD                        | BED                       | HS                        |                           |
| ------------------------- | ------------------------- | ------------------------- | ------------------------- | ------------------------- | ------------------------- | ------------------------- | ------------------------- | ------------------------- | ------------------------- |
| 1                         | Wolfgang Zenkner          | 4:0                       | 4:1                       | 318                       | 6                         | 53,00                     | 56,00                     | 75                        |                           |
| 2                         | Volker Baten              | 2:2                       | 3:2                       | 272                       | 13                        | 20,92                     | 30,00                     | 72                        |                           |
| 3                         | José Albert               | 2:2                       | 2:3                       | 291                       | 13                        | 22,38                     | 17,22                     | 75                        |                           |
| 4                         | Jens Krüger               | 0:4                       | 0:4                       | 49                        | 7                         | 7,00                      | –                         | 22                        |                           |

| Abschlusstabelle Gruppe C | Abschlusstabelle Gruppe C | Abschlusstabelle Gruppe C | Abschlusstabelle Gruppe C | Abschlusstabelle Gruppe C | Abschlusstabelle Gruppe C | Abschlusstabelle Gruppe C | Abschlusstabelle Gruppe C | Abschlusstabelle Gruppe C | Abschlusstabelle Gruppe C |
| Platz                     | Name                      | MP                        | SP                        | Pkte                      | Aufn.                     | GD                        | BED                       | HS                        |                           |
| ------------------------- | ------------------------- | ------------------------- | ------------------------- | ------------------------- | ------------------------- | ------------------------- | ------------------------- | ------------------------- | ------------------------- |
| 1                         | Peter de Backer           | 4:0                       | 4:0                       | 300                       | 8                         | 37,50                     | 50,00                     | 75                        |                           |
| 2                         | Louis Edelin              | 2:2                       | 3:2                       | 315                       | 9                         | 35,00                     | 30,00                     | 75                        |                           |
| 3                         | Piet Adrichem             | 2:2                       | 2:3                       | 315                       | 10                        | 31,50                     | 37,50                     | 75                        |                           |
| 4                         | Christ Calemein           | 0:4                       | 0:4                       | 46                        | 8                         | 5,75                      | –                         | 25                        |                           |

| Abschlusstabelle Gruppe D | Abschlusstabelle Gruppe D | Abschlusstabelle Gruppe D | Abschlusstabelle Gruppe D | Abschlusstabelle Gruppe D | Abschlusstabelle Gruppe D | Abschlusstabelle Gruppe D | Abschlusstabelle Gruppe D | Abschlusstabelle Gruppe D | Abschlusstabelle Gruppe D |
| Platz                     | Name                      | MP                        | SP                        | Pkte                      | Aufn.                     | GD                        | BED                       | HS                        |                           |
| ------------------------- | ------------------------- | ------------------------- | ------------------------- | ------------------------- | ------------------------- | ------------------------- | ------------------------- | ------------------------- | ------------------------- |
| 1                         | Freek Ottenhof            | 4:0                       | 4:0                       | 300                       | 12                        | 25,00                     | 50,00                     | 75                        |                           |
| 2                         | Jean Arnaud               | 4:0                       | 4:2                       | 400                       | 17                        | 23,94                     | 31,50                     | 75                        |                           |
| 3                         | Patrick Niessen           | 0:4                       | 1:4                       | 174                       | 8                         | 21,75                     | –                         | 69                        |                           |
| 4                         | Armin Grimm               | 0:4                       | 1:4                       | 179                       | 19                        | 9,42                      | –                         | 51                        |                           |

## Hauptturnier

### Siegerrunde
| MP    | Match Points (Sieger = 2; Unentschieden = 1; Verlierer = 0) |
| Pkte. | Erzielte Karambolagen                                       |
| Aufn. | Benötigte Versuche                                          |
| GD    | Generaldurchschnitt                                         |
| BED   | Bester Einzeldurchschnitt eines Spielers                    |
| HS    | Höchstserie                                                 |
|       | Bester GD des Turniers                                      |
|       | Bester ED des Turniers                                      |
|       | Beste HS des Turniers                                       |
|       | 1. Platz (Gold)                                             |
|       | 2. Platz (Silber)                                           |
|       | 3. Platz (Bronze)                                           |

| Name               | MP  | SP  | 1. Satz      | 2. Satz | 3. Satz | Pkte. | Aufn. | GD    |
| ------------------ | --- | --- | ------------ | ------- | ------- | ----- | ----- | ----- |
| 1. Runde           |     |     |              |         |         |       |       |       |
| Fonsy Grethen      | 0:2 | 0:3 | 39(1)        | 24(1)   |         | 63    | 2     | 31,50 |
| Stephan Horvath    | 2:0 | 3:0 | 75(2)        | 75(1)   |         | 150   | 3     | 50,00 |
| Wolfgang Zenkner   | 0:2 | 1:2 | 75(1)        | 0(1)    | 0(1)    | 75    | 3     | 25,00 |
| Eddy Leppens       | 2:0 | 2:1 | 16(2)        | 75(1)   | 75(2)   | 166   | 5     | 33,20 |
| Franz Stenzel      | 2:0 | 2:1 | 64           | 75      | 75      | 214   |       |       |
| Louis Edelin       | 0:2 | 1:2 | 75           | 22      | 1       | 98    |       |       |
| Thomas Wildförster | 0:2 | 0:3 | 18(1)        | 64(1)   |         | 82    | 2     | 41,00 |
| Martin Horn        | 2:0 | 3:0 | 75(1)        | 75(2)   |         | 150   | 3     | 50,00 |
| Fabian Blondeel    | 2:0 | 2:1 | 75(1)/10(**) | 72(3)   | 75      | 222   |       |       |
| Volker Baten       | 0:2 | 1:2 | 75(1)/10     | 75(3)   | 34      | 184   |       |       |
| Peter de Backer    | 2:0 | 2:1 | 75           | 67      | 75      | 217   |       |       |
| Brahim Djoubri     | 0:2 | 1:2 | 25           | 75      | 29      | 129   |       |       |
| Jos Bongers        | 2:0 | 2:1 | 75           | 44      | 75      | 194   |       |       |
| Freek Ottenhof     | 0:2 | 1:2 | 0            | 75      | 61      | 136   |       |       |
| Frédéric Caudron   | 2:0 | 3:0 | 75           | 75      |         | 150   |       |       |
| Jean Arnaud        | 0:2 | 0:3 | 5            | 54      |         | 59    |       |       |
| 2. Runde           |     |     |              |         |         |       |       |       |
| Stephan Horvath    | 0:2 | 1:2 | 75(2)        | 4(5)    | 16(2)   | 95    | 9     | 10,55 |
| Eddy Leppens       | 2:0 | 2:1 | 0(2)         | 75(5)   | 75(2)   | 150   | 9     | 16,66 |
| Franz Stenzel      | 2:0 | 3:0 | 75(1)/10(**) | 75(1)/2 |         | 150   | 2     | 75,00 |
| Martin Horn        | 0:2 | 0:3 | 75(1)/10     | 75(1)/1 |         | 150   | 2     | 75,00 |
| Fabian Blondeel    | 2:0 | 2:1 | 33(1)        | 75      | 75      | 183   |       |       |
| Peter de Backer    | 0:2 | 1:2 | 75(2)        | 19      | 15      | 109   |       |       |
| Jos Bongers        | 0:2 | 1:2 | 75           | 1       | 7       | 83    |       |       |
| Frédéric Caudron   | 2:0 | 2:1 | 53           | 75      | 75      | 203   |       |       |
| 3. Runde           |     |     |              |         |         |       |       |       |
| Eddy Leppens       | 0:2 | 0:3 | 62           | 13      |         | 75    |       |       |
| Franz Stenzel      | 2:0 | 3:0 | 75           | 75      |         | 150   |       |       |
| Fabian Blondeel    | 0:2 | 0:3 | 42(3)        | 66(1)   |         | 108   | 4     | 27,00 |
| Frédéric Caudron   | 2:0 | 3:0 | 75(4)        | 75(1)   |         | 150   | 5     | 30,00 |
| Finale             |     |     |              |         |         |       |       |       |
| Franz Stenzel      | 0:2 | 1:2 | 0(1)         | 75(1)   | 48(1)   | 123   | 3     | 41,00 |
| Frédéric Caudron   | 2:0 | 2:1 | 75(2)        | 46(1)   | 75(1)   | 196   | 6     | 49,00 |

| Name               | MP  | SP  | 1. Satz | 2. Satz | 3. Satz  | Pkte. | Aufn. | GD    |
| ------------------ | --- | --- | ------- | ------- | -------- | ----- | ----- | ----- |
| 1. Runde           |     |     |         |         |          |       |       |       |
| Fonsy Grethen      | 2:0 | 3:0 | 75(2)   | 75(1)   |          | 150   | 3     | 50,00 |
| Wolfgang Zenkner   | 0:2 | 0:3 | 2(1)    | 3(1)    |          | 5     | 2     | 2,50  |
| Louis Edelin       | 0:2 | 1:2 | 26(2)   | 75(2)   | 6(2)     | 107   | 6     | 17,83 |
| Thomas Wildförster | 2:0 | 2:1 | 75(3)   | 2(1)    | 75(3)    | 152   | 7     | 21,71 |
| Volker Baten       | 0:2 | 1:2 | 75(1)   | 62(4)   | 52(1)    | 189   | 6     | 31,83 |
| Brahim Djoubri     | 2:0 | 2:1 | 1(1)    | 75(5)   | 75(1)    | 151   | 7     | 21,57 |
| Freek Ottenhof     | 0:2 | 0:3 | 55      | 8       |          | 63    |       |       |
| Jean Arnaud        | 2:0 | 3:0 | 75      | 75      |          | 150   |       |       |
| 2. Runde           |     |     |         |         |          |       |       |       |
| Fonsy Grethen      | 2:0 | 3:0 | 75      | 75      |          | 150   |       |       |
| Jos Bongers        | 0:2 | 0:3 | 6       | 9       |          | 15    |       |       |
| Thomas Wildförster | 0:2 | 1:2 | 75(5)   | 75(1)7  | 23(1)(*) | 173   | 7     | 24,17 |
| Peter de Backer    | 2:0 | 2:1 | 0(4)    | 75(1)8  | 3(1)     | 78    | 6     | 13,00 |
| Brahim Djoubri     | 0:2 | 0:3 | 62      | 0       |          | 62    |       |       |
| Martin Horn        | 2:0 | 3:0 | 75      | 75      |          | 150   | 3     | 50,00 |
| Jean Arnaud        | 0:2 | 1:2 | 75      | 5       | 27       | 107   |       |       |
| Stephan Horvath    | 2:0 | 2:1 | 3       | 75      | 75       | 153   |       |       |
| 3. Runde           |     |     |         |         |          |       |       |       |
| Fonsy Grethen      | 2:0 | 3:0 | 75      | 75      |          | 150   |       |       |
| Peter de Backer    | 0:2 | 0:3 | 19      | 35      |          | 54    |       |       |
| Martin Horn        | 0:2 | 0:3 | 68(4)   | 26(3)   |          | 94    | 7     | 13,42 |
| Stephan Horvath    | 2:0 | 3:0 | 75(5)   | 75(3)   |          | 150   | 8     | 18,75 |
| 4. Runde           |     |     |         |         |          |       |       |       |
| Fonsy Grethen      | 0:2 | 1:2 | 75      | 64      | 1        | 140   |       |       |
| Eddy Leppens       | 2:0 | 2:1 | 6       | 75      | 75       | 156   |       |       |
| Stephan Horvath    | 0:2 | 1:2 | 75(4)   | 10(1)   | 20(2)    | 105   | 7     | 15,00 |
| Fabian Blondeel    | 2:0 | 2:1 | 62(3)   | 75(1)   | 75(2)    | 212   | 6     | 35,33 |
| Spiel um Platz 3   |     |     |         |         |          |       |       |       |
| Eddy Leppens       | 0:2 | 0:3 | 36(4)   | 6(1)    |          | 40    | 5     | 8,00  |
| Fabian Blondeel    | 2:0 | 3:0 | 75(4)   | 75(1)   |          | 150   | 5     | 30,00 |

(*) Thomas Wildförster gab nach Herzproblemen auf.
(**) Gewonnen durch Bandenentscheid.

### Abschlusstabelle
| Platz                                | Name               | Spiele | MP  | SP   | Pkte | Aufn. | GD    | BED   | BSD   | HS |
| ------------------------------------ | ------------------ | ------ | --- | ---- | ---- | ----- | ----- | ----- | ----- | -- |
| 1                                    | Frédéric Caudron   | 4      | 8:0 | 10:2 | 699  | 17    | 41,11 | 67,66 | 75,00 | 75 |
| 2                                    | Franz Stenzel      | 4      | 6:2 | 9:3  | 637  | 19    | 33,52 | 75,00 | 75,00 | 75 |
| 3                                    | Fabian Blondeel    | 5      | 8:2 | 9:6  | 875  | 28    | 31,25 | 45,00 | 75,00 | 75 |
| 4                                    | Eddy Leppens       | 5      | 6:4 | 6:9  | 589  | 32    | 18,41 | 30,00 | 75,00 | 75 |
| 5                                    | Stephan Horvath    | 5      | 6:4 | 10:5 | 653  | 29    | 22,51 | 50,00 | 75,00 | 75 |
| 6                                    | Fonsy Grethen      | 5      | 6:4 | 10:5 | 653  | 24    | 27,20 | 50,00 | 75,00 | 75 |
| 7                                    | Martin Horn        | 4      | 4:4 | 6:6  | 544  | 15    | 36,26 | 75,00 | 75,00 | 75 |
| 8                                    | Peter de Backer    | 4      | 4:4 | 5:7  | 458  | 22    | 20,81 | 31,00 | 75,00 | 75 |
| 9                                    | Jos Bongers        | 3      | 2:4 | 3:6  | 292  | 14    | 20,85 | 48,50 | 75,00 | 75 |
| 10                                   | Jean Arnaud        | 3      | 2:4 | 4:5  | 318  | 14    | 22,57 | 25,00 | 75,00 | 75 |
| 11                                   | Thomas Wildförster | 3      | 2:4 | 3:6  | 407  | 16    | 25,43 | 21,71 | 75,00 | 75 |
| 12                                   | Brahim Djoubri     | 3      | 2:4 | 3:6  | 342  | 15    | 22,80 | 21,57 |       |    |
| 13                                   | Volker Baten       | 2      | 0:4 | 2:4  | 372  | 12    | 31,00 | –     | 75,00 | 75 |
| 14                                   | Louis Edelin       | 2      | 0:4 | 2:4  | 205  | 12    | 17,08 | –     |       |    |
| 15                                   | Freek Ottenhof     | 2      | 0:4 | 1:5  | 199  | 9     | 22,11 | –     |       |    |
| 16                                   | Wolfgang Zenkner   | 2      | 0:4 | 1:5  | 96   | 5     | 19,20 | –     | 75,00 | 75 |
| Turnierdurchschnitt: Endrunde: 25,95 |                    |        |     |      |      |       |       |       |       |    |